# Serie A 1935 (hockey su ghiaccio)
La stagione 1935 è stata la nona edizione del massimo campionato italiano di hockey su ghiaccio, e ha visto campione l'Hockey Club Diavoli Rossoneri Milano.

## Partecipanti
Le squadre che presero parte alla Serie A furono quattro, provenienti da Lombardia e Veneto. Le finali erano previste a Cortina d'Ampezzo, tuttavia la mancanza di ghiaccio adeguato costrinse a giocarle a Milano ed il Cortina dichiarò forfait.
- GS Dolomiti Cortina Hockey
- HC Milano
- HC Milano II
- Diavoli Rossoneri Milano

## Classifica finale
| Posizione | Squadra                  | G | V | N | P | GF | GF | DR  | Punti | Osservazioni      |
| --------- | ------------------------ | - | - | - | - | -- | -- | --- | ----- | ----------------- |
| 1.        | Diavoli Rossoneri Milano | 2 | 2 | 0 | 0 | 4  | 1  | 3   | 4     | Campione Italiano |
| 2.        | HC Milano                | 2 | 1 | 0 | 1 | 12 | 2  | 10  | 2     |                   |
| 3.        | HC Milano II             | 2 | 0 | 0 | 2 | 0  | 13 | -13 | 0     |                   |

### Risultati
| Arbitro: | Grant e Foley |

|                             |           |  |
| Zucchini 05:30 Scotti 13:00 | Marcatori |  |

| Milano 3 marzo 1935 | HC Milano     | 11 – 0 (3-0; 4-0; 4-0) referto | HC Milano II | Palazzo del ghiaccio\| Arbitro: \| Grant e Foley \| |
| Arbitro:            | Grant e Foley |                                |              |                                                     |

| Arbitro: | Grant e Foley |

|                               |           |                  |
| Scotti 34:00 Pellegrini 53:30 | Marcatori | 34:20 De Mazzeri |

## Verdetti
| Serie A 1935 | Serie A 1935             |
| ------------ | ------------------------ |
| Serie A      | Diavoli Rossoneri Milano |

### Formazione vincitrice
| HC Diavoli Rossoneri Milano 1º titolo | Egidio Bruciamonti, Franco Carlassare, Alberto De Bernardi, Ignazio Dionisi, Mario Maiocchi, Giorgio Pellegrini, Gianni Scotti, Mario Zucchini. |